# Doksy
Doksy (tysk: Hirschberg am See) er en by i distriktet Ceska Lipa, dvs. regionen Liberec i den nordlige del af Tjekkiet. Byen ligger ved bredden af søen Mácha, og den bruges derfor som sommerferiested. Doksy har 5.119 (2024) indbyggere, og den er hovedby i kommunen Doksy.
Egnen er tæt skovbevokset og slottet Bezděz, som ligger på toppen af bjerget ved samme navn, dominerer landskabet. Undergrunden består af sandsten, hvorfra mange klipper rejser sig over jordoverfladen.